# Klasyfikacja wróżek
Wróżki folkloru irlandzkiego, angielskiego, szkockiego i walijskiego zostały sklasyfikowane na wiele sposobów. Dwie z najważniejszych kategorii, wywodzą się ze folkloru szkockiego, to podział na Dwór Świetlisty i Dwór Mroczny.
Kategorie te mogą odzwierciedlać wcześniejszy (średniowieczny) podział germańskich elfów na elfy światła (Ljósálfar) oraz mroczne lub czarne elfy (Dökkálfar). Celtycki odpowiednik opowieści o wróżkach z rejonu wysp brytyjskich nie zawiera takiego podziału. William Butler Yeats, w Bajkach Irlandzkich i Opowieściach ludowych, podzielił je dalej na Wróżki Towarzyskie (pojawiające się w wystawnych procesjach zwanych wiecami) oraz Wróżki Samotne (złośliwe duchy pojawiające się pojedynczo). Katharine Mary Briggs dodała, że trzecie rozróżnienie może być potrzebne dla „wróżek domowych”, które żyją w ludzkich domach (patrz duchy domowe).

## Dwór Świetlisty i Dwór Mroczny

### Etymologia
Północno- i średnioangielskie słowo seely (także seily, seelie i sealy), oraz szkocka forma seilie, oznaczająca "szczęśliwy", "mający szczęście" lub "błogosławiony"; oraz unseely tłumaczone jako "nieszczęśliwy", "pechowy" lub "nieświęty" wywodzą się odpowiednio ze staroangielskiego s?l i ges?lig.
Te same korzenie ma współczesne słowo silly (pl. głupiutki) a słowo seely znaleźć można w licznych dziełach literatury średnio-angielskiej autorstwa, na przykład, Geoffreya Chaucera. Wiele ballad i opowieści opowiada o "Seilie wichts", jak nazywane były wróżki przez mieszkańców nizin szkockich.
W Walii powszechnie wierzono, że istnieją dwa typy wróżek lub elfów zwane Silly Frit i Sili go Dwt, których nazwy reprezentują zapożyczenie przymiotnika silly (w tym kontekście, szczęśliwy), stosowanego w odniesieniu do fantastycznych istot, które było bardziej rozpowszechnione w angielskiej Mercji na granicy z Walią w przeciwieństwie do granicy angielsko-szkockiej. Pierwszy przydomek jest czysto angielski, podczas gdy drugi jest przeinaczeniem imion wróżek z angielskich bajek, których element jest cząstka "tot" (na przykład Tom Tit Tot).

### Dwa dwory
Wróżki z Świetlistego dworu mają w zwyczaju prosić ludzi o pomoc, ostrzegać tych, którzy przypadkowo je urazili i odwdzięczać się ludziom za ich dobre uczynki z nawiązką.
Nie zmienia to faktu, że wróżki ze Świetlnego dworu bywają mściwe, zwłaszcza wobec tych, którzy je urazili oraz mają skłonność do psot.
Najczęstszą porą dnia, o której można je napotkać to zmierzch. Jednak nie zawsze tak było.
Na początku, wróżki często pojawiały się w różnych miejscach i o różnym czasie.
Dopiero gdy ludzie zaczęli zaludniać coraz większe obszary i próbowali zaprowadzić na świecie własny porządek, wróżki i granice ich królestwa stały się dla nas coraz mniej widoczne. Od tego czasu mówi się, że pojawiają się one na "pograniczach". Pogranicza, takie jak zmierzch (granica między dniem a nocą), lub noc między 30 kwietnia a 1 maja oraz między 31 października a 1 listopada (granica pór roku).
Inne nazwy Świetlistego dworu to Błyszczący Tron, Złoty Lud, oraz Letni dwór.
Wróżki świetliste znane są z płatania ludziom psikusów i beztroskiego nastawienia, przez co szybko zapominają o zmartwieniach, ale również nie zdają sobie sprawy, jak ich psikusy mogą wpływać na ludzi.
Mroczny dwór określa wróżki o bardziej ponurych skłonnościach. W przeciwieństwie do Radosnego dworu, żaden występek lub obraza nie są konieczne by zwrócić na siebie ich uwagę. Jako grupa (lub gromada) pojawiają się w nocy i napadają podróżnych, często unoszą ich w powietrzu, biją i zmuszają ich do działania wbrew sobie, np. strzelania do bydła. W Szkocji uważano je za blisko związane z czarownicami. Podobnie jak istoty ze Świetlistego dworu, które nie zawsze są dobroczynne, tak i wróżki z Ponurego dworu nie zawsze są złe. Większość Mrocznych wróżek może polubić konkretnego człowieka, w przypadkach gdy traktuje je on z szacunkiem, i mogą zdecydować się na przygarnięcie go jak swoje zwierzątko domowe.
Najczęściej spotykanymi istotami na Ponurym Dworze są bobo, boggarty, duchy strzegące domów (czyściciele opactw - karały mnichów) i tawern.
Podział na duchy "Świetliste" i "Mroczne" był w przybliżeniu równoznaczny z podziałem Elfów w mitologii nordyckiej na elfy światła i mroczne elfy.
We francuskich baśniach w stylu précieuses, wróżki podobnie dzielą się na dobre i złe, ale efekt jest wyraźnie literacki. Wiele z tych literackich wróżek wydaje się zainteresowana głównie charakterem napotykanych przez nich ludzi.
Walijskie wróżki Tylwyth Teg i irlandzki Aos Sí nie są zwyczajowo klasyfikowane jako całkowicie dobre lub całkowicie złe.

## Wróżki współczesne

### Wróżki gromadne
Do grupy tej przynależy arystokracja świata wróżek, w tym Irlandzkie Aos Sí. Ich nazwa wiąże się z ich zwyczajem podróżowania w długich orszakach, podobnych temu, z którego uratował się Tam Lin.[15] Warto zauważyć, że do wróżek gromadnych zalicza się także stworzenia o mniejszym znaczeniu – wróżka gromadna, może być duża lub mała, przyjazna lub groźna.

### Wróżki samotne
Wróżki te żyją w samotności i mają skłonność do okrutnych i złośliwych zachowań z wyjątkiem stworzeń takich jak brownie, które chętnie pomagają w pracach domowych.

### Udomowione
Wróżki te zazwyczaj odgrywają rolę domowej menażerii lub służących w siedzibach ludzkich, które zamieszkują, lecz mogą okazjonalnie dołączać do innych grup, aby psocić lub się bawić.